# Kagerō (lớp tàu khu trục)
Lớp tàu khu trục Kagerō (tiếng Nhật: 陽炎型駆逐艦, Kagerō-gata Kuchikukan) là một lớp bao gồm mười chín tàu khu trục hạng nhất đã phục vụ cho Hải quân Đế quốc Nhật Bản trong Chiến tranh Thế giới thứ hai. Hải quân Nhật gọi chúng là Tàu khu trục Kiểu A (甲型駆逐艦, Kō-gata Kuchikukan) theo tên kế hoạch của lớp tàu này.

## Mô tả
Những chiếc trong lớp Kagerō được trang bị sáu khẩu Hải pháo 127 mm/50 Loại 3 và tám ống phóng ngư lôi 610 mm dành cho kiểu ngư lôi "Long Lance". Vào lúc hoàn tất, các tàu khu trục này tương đương hoặc tốt hơn những tàu tương tự trong hải quân các nước khác; chỉ có việc thiếu sót thiết bị radar là gây trở ngại cho một thiết kế ưu việt. Giống như đa số các tàu chiến trước Thế Chiến II, lớp Kagerō thoạt tiên yếu kém về vũ khí chống tàu ngầm và phòng không. Trong quá trình chiến tranh, khiếm khuyết này được bù đắp, khi khả năng mang mìn sâu tăng lên 36 quả và bổ sung thêm bốn máy phóng mìn sâu; vũ khí phòng không cũng được tăng cường dần dần, từ bốn khẩu pháo 25 mm Kiểu 96 phòng không vào lúc bắt đầu chiến tranh lên đến 28 khẩu vào lúc chiến tranh kết thúc.
Lớp Kagerō bị tiêu hao rất nặng nề trong chiến tranh, khi 18 trong tổng số 19 chiếc trong lớp bị mất: sáu chiếc bởi các cuộc không kích, năm chiếc bởi các cuộc tấn công bằng tàu ngầm, năm chiếc do đối đầu với các lượng tàu nổi, một chiếc bởi thủy lôi và hai chiếc còn lại do sự phối hợp giữa mìn và không kích. Yukikaze là chiếc duy nhất thuộc lớp Kagerō còn sống sót sau chiến tranh.

## Những chiếc trong lớp
| Tàu                           | Đặt lườn             | Hạ thủy              | Hoạt động            | Số phận |
| Kagerō (陽炎)                 | 3 tháng 9 năm 1937   | 27 tháng 9 năm 1938  | 6 tháng 11 năm 1939  | Bị chìm do trúng thủy lôi và không kích gần Kolombangara, 8 tháng 5 năm 1943                                                |
| Shiranui (不知火)             | 30 tháng 8 năm 1937  | 28 tháng 6 năm 1938  | 20 tháng 12 năm 1939 | Bị máy bay Lực lượng Đặc nhiệm 77 Hải quân Mỹ đánh chìm 27 tháng 10 năm 1944                                                |
| Kuroshio (黒潮)               | 31 tháng 8 năm 1937  | 25 tháng 10 năm 1938 | 27 tháng 1 năm 1940  | Bị chìm do trúng thủy lôi ngoài khơi Vila, Kolombangara, 8 tháng 5 năm 1943                                                 |
| Oyashio (親潮)                | 29 tháng 3 năm 1938  | 29 tháng 11 năm 1938 | 20 tháng 8 năm 1940  | Bị thủy lôi và không kích đánh chìm phía Tây Nam Kolombangara, 8 tháng 5 năm 1943                                           |
| Hayashio (早潮)               | 30 tháng 6 năm 1938  | 19 tháng 4 năm 1939  | 31 tháng 8 năm 1940  | Bị máy bay Không lực Mỹ đánh chìm tại vịnh Huon, 24 tháng 11 năm 1942                                                       |
| Natsushio (夏潮)              | 9 tháng 12 năm 1937  | 23 tháng 2 năm 1939  | 31 tháng 8 năm 1940  | Bị tàu ngầm Hải quân Mỹ S-37 đánh chìm phía Nam Makassar, Celebes, 9 tháng 2 năm 1942                                       |
| Hatsukaze (初風)              | 3 tháng 12 năm 1937  | 24 tháng 1 năm 1939  | 15 tháng 2 năm 1940  | Bị tàu khu trục Mỹ đánh chìm trong Trận chiến vịnh nữ hoàng Augusta, 12 tháng 11 năm 1943                                   |
| Yukikaze (雪風)               | 2 tháng 8 năm 1938   | 24 tháng 3 năm 1939  | 20 tháng 1 năm 1940  | Đầu hàng Trung Hoa dân quốc vào ngày 6 tháng 7 năm 1947 tại Thượng Hải, đổi tên thành Tang Yan (丹陽) (DD-12), tháo dỡ 1970 |
| Amatsukaze (天津風)           | 14 tháng 2 năm 1939  | 19 tháng 10 năm 1939 | 26 tháng 10 năm 1940 | Bị máy bay Không lực Mỹ đánh chìm phía Đông Amoy, 6 tháng 4 năm 1945                                                        |
| Tokitsukaze (時津風)          | 20 tháng 2 năm 1939  | 10 tháng 11 năm 1939 | 15 tháng 12 năm 1940 | Bị máy bay Đồng Minh đánh chìm phía Tây Nam Finschhafen, 3 tháng 3 năm 1943                                                 |
| Urakaze (浦風)                | 11 tháng 4 năm 1939  | 19 tháng 4 năm 1940  | 15 tháng 12 năm 1940 | Bị tàu ngầm Mỹ Sealion đánh chìm phía Tây Bắc Keelung, Đài Loan, 21 tháng 11 năm 1944                                       |
| Isokaze (磯風)                | 25 tháng 11 năm 1938 | 19 tháng 6 năm 1939  | 30 tháng 11 năm 1940 | Bị máy bay Hải quân Mỹ đánh chìm trong Chiến dịch Ten-Go gần Okinawa, 7 tháng 4 năm 1945                                    |
| Hamakaze (濱風)               | 20 tháng 11 năm 1939 | 25 tháng 11 năm 1940 | 30 tháng 6 năm 1941  | Bị máy bay Hải quân Mỹ đánh chìm trong Chiến dịch Ten-Go gần Okinawa, 7 tháng 4 năm 1945                                    |
| Tanikaze (谷風)               | 18 tháng 10 năm 1939 | 1 tháng 11 năm 1940  | 25 tháng 4 năm 1941  | Bị tàu ngầm Mỹ Harder đánh chìm gần Tawitawi, 9 tháng 6 năm 1944                                                            |
| Nowaki (野分)                 | 8 tháng 11 năm 1939  | 17 tháng 9 năm 1940  | 28 tháng 4 năm 1941  | Bị tàu khu trục Mỹ Owen đánh chìm phía Đông Nam Legaspi, 25 tháng 10 năm 1944                                               |
| các tàu khu trục số 32 đến 34 |                      |                      |                      | Ngụy trang cho kinh phí của lớp thiết giáp hạm Yamato                                                                       |
| Arashi (嵐)                   | 4 tháng 5 năm 1939   | 22 tháng 4 năm 1940  | 27 tháng 1 năm 1941  | Bị đánh chìm giữa Kolombangara và Vella Lavella trong Trận chiến vịnh Vella, 6 tháng 8 năm 1943                             |
| Hagikaze (萩風)               | 23 tháng 5 năm 1939  | 18 tháng 6 năm 1940  | 31 tháng 3 năm 1941  | Bị đánh chìm giữa Kolombangara và Vella Lavella trong Trận chiến vịnh Vella, 6 tháng 8 năm 1943                             |
| Maikaze (舞風)                | 22 tháng 4 năm 1940  | 13 tháng 3 năm 1941  | 15 tháng 7 năm 1941  | Bị tàu tuần dương Mỹ đánh chìm phía Đông Bắc Truk, 17 tháng 2 năm 1944                                                      |
| Akigumo (秋雲)                | 2 tháng 7 năm 1940   | 11 tháng 4 năm 1941  | 27 tháng 9 năm 1941  | Bị tàu ngầm Mỹ Redfin đánh chìm phía Đông Nam bán đảo Zamboanga, Philippines, 11 tháng 4 năm 1944                           |